# Танатоз

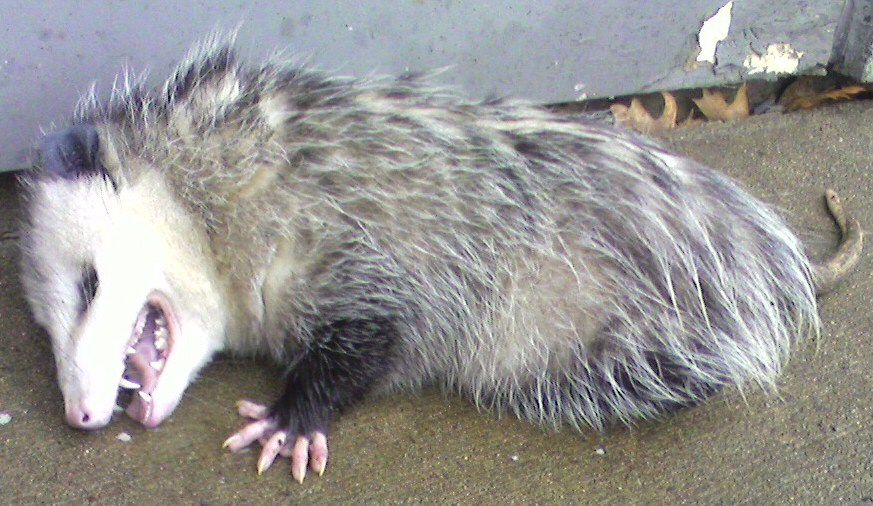
Танатоз у опосума.

Танатоз (дав.-гр. Θάνατος, бог смерті) — рефлекторна чи поведінкова реакція деяких тварин, при якій організм імітує власну смерть, зазвичай з метою уникнути нападу з боку хижака, зрідка з метою агресивної мімікрії.
В Північній Америці поширений вираз «зіграти в опосума» (англ. "playing possum"), через широке і правдоподібне використання опосумами танатозу.

## Захисна поведінка

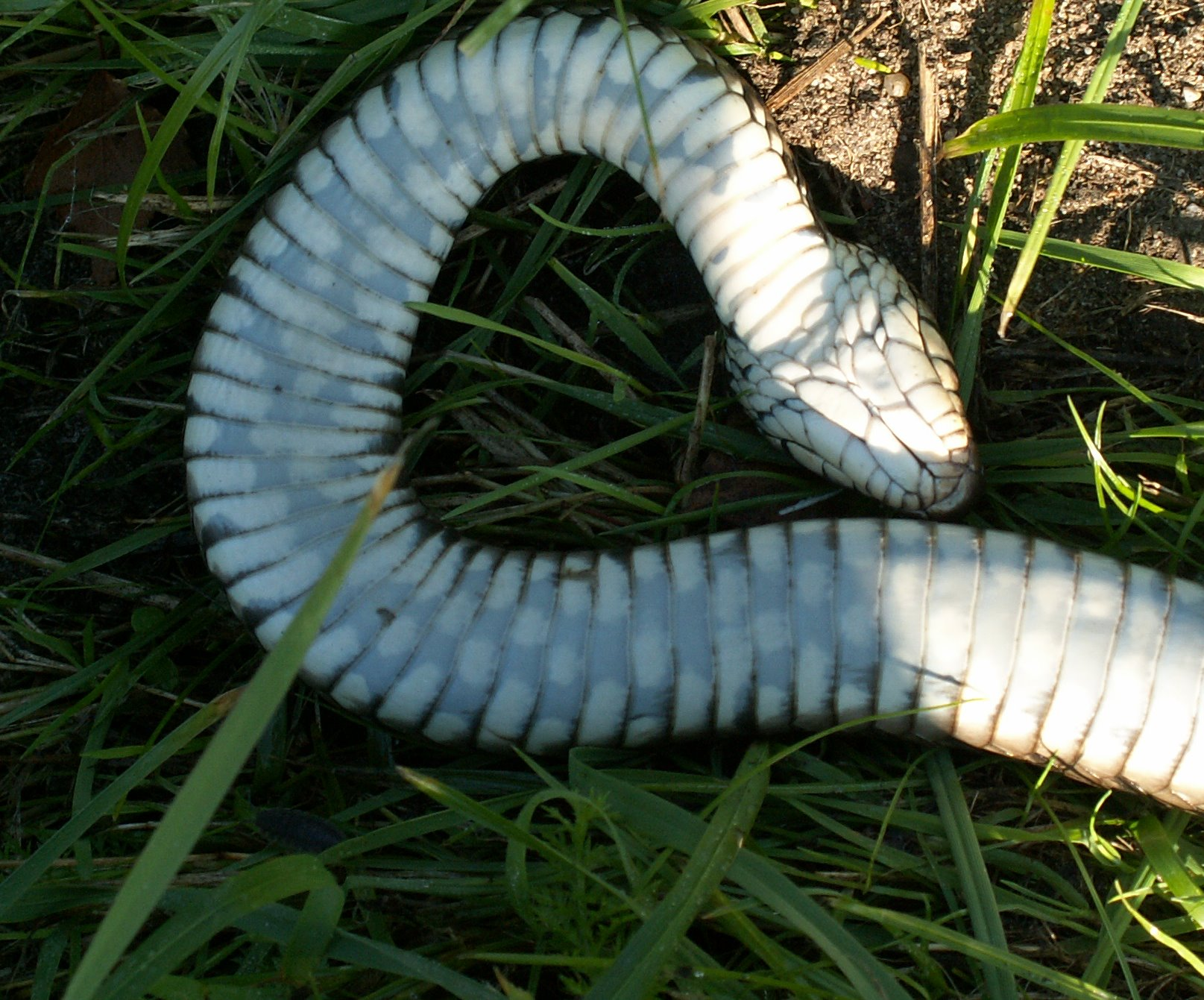
Вуж звичайний, що прикидається мертвим.

Танатоз належить до від'ємних рухових реакцій (на відміну, наприклад, від втечі або агресії, що належать до позитивних реакцій).
Під час танатозу тварина максимально завмирає, часто в неприродній для себе позі. Низка тварин, коли впадає в танатоз завмирає черевом догори. Більшість хижаків бачачи смерть жертви зупиняють атаку, та уникають їсти мертв'ятину. Завдяки такій поведінці у потенційної жертви зростають шанси на виживання.
Такі тварини як опосум чи свиноноса змія при танатозі навіть виділяють трупний запах. 

## Копулятивна поведінка
Представники ряду павуків як і решта тварин впадають у танатоз для порятунку. Проте павукоподібні цього ряду часом вдають мертвих і під час копуляції.
Задля копуляції самець виду Pisaura mirabilis робить подарунок самці, зазвичай їстівний, та починає з нею спарюватися, проте самиці часом намагаються втекти з подарованою жертвою, не чекаючи закінчення спарювання. Самці більшості видів павуків дрібніші та слабші за самиць, тож силоміць втримати її не можуть, а тому самець, міцно обхопивши жертву, вдає мертвого. Самиця не може скинути «мертвого» і тягне його за собою разом з їжею; коли ж вона зупиняється з'їсти жертву, самець «прокидається» та продовжує копуляцію. 
Ймовірно ця стратегія походить від того, що більші самиці часом можуть перекусити і своїм партнером то ж йому доводиться вдавати мертвого для виживання. 

## Відголос в культурі
| Лягла Лисиця на дорогу, прикинулася мертвою. Помітив її рибалка, підібрав і кинув на сани. Вирішив, що пошиє дітям теплі рукавиці. А Лисиця тим часом поскидала з саней рибу і сама непомітно зістрибнула. "Розумний їжак і хитра Лисиця". Кримськотатарська казка В казках багатьох народів світу звірі вдають мертвих задля своїх цілей. В українських казках найчастіше прикидається мертвою хитра лисиця. В європейських народних переказах прикинутися мертвим часто вважалося найкращим методом порятунку від ведмедя. 1. 2. 3. |